# Sala Muncunill
La Sala Muncunill és una sala d'exposicions de Terrassa, situada a la plaça de Didó núm. 3, vora el carrer de la Rasa. Es tracta de la quadra o sala de tints de l'antic Vapor Amat, també conegut com a Ca l'Izard, un complex fabril de l'últim terç del segle xix, remodelat el 1921 per l'arquitecte modernista Lluís Muncunill i Parellada, que en va construir la nau que es conserva actualment i en honor del qual fou batejat el nou espai expositiu inaugurat per l'Ajuntament el 1982, un cop enderrocada la fàbrica.
El vapor, destinat principalment a l'acabat de tints en el sector tèxtil, fou promogut per l'industrial terrassenc Ignasi Amat i Galí (1817-1891), alcalde de la ciutat (1863-1864) i fundador del Reial Col·legi Terrassenc, l'Institut Industrial i la Caixa d'Estalvis de Terrassa. Després de la guerra civil, el 1940, va ser objecte de remodelació per part de Joan Baca i Reixach, que en reformà sobretot les llanternes de ventilació. La darrera reforma és del 1982, de Francesc Bacardit i Segués, que va rehabilitar la nau per convertir-la en sala d'exposicions municipal, annexa a les noves dependències de l'Ajuntament de la plaça Didó. La part moderna de la fàbrica l'ocupa actualment el centre territorial terrassenc de l'Institut del Teatre.

## Edifici
La quadra del Vapor Amat que allotja la sala d'exposicions municipal és una construcció de planta rectangular, feta de totxo massís, dividida a l'interior en dues parts longitudinals, separades entre elles per pilars de ferro colat que sostenen setze voltes de maó pla. Muncunill hi va experimentar l'obertura de llanternes damunt les voltes, amb què assajava un sistema d'il·luminació alternatiu a la tradicional coberta de dents de serra. Aquestes llanternes sobreposades, d'arc de quatre punts, tenien com a objectiu la ventilació de la nau, i actualment, a diferència d'abans, es troben tancades per vidres.

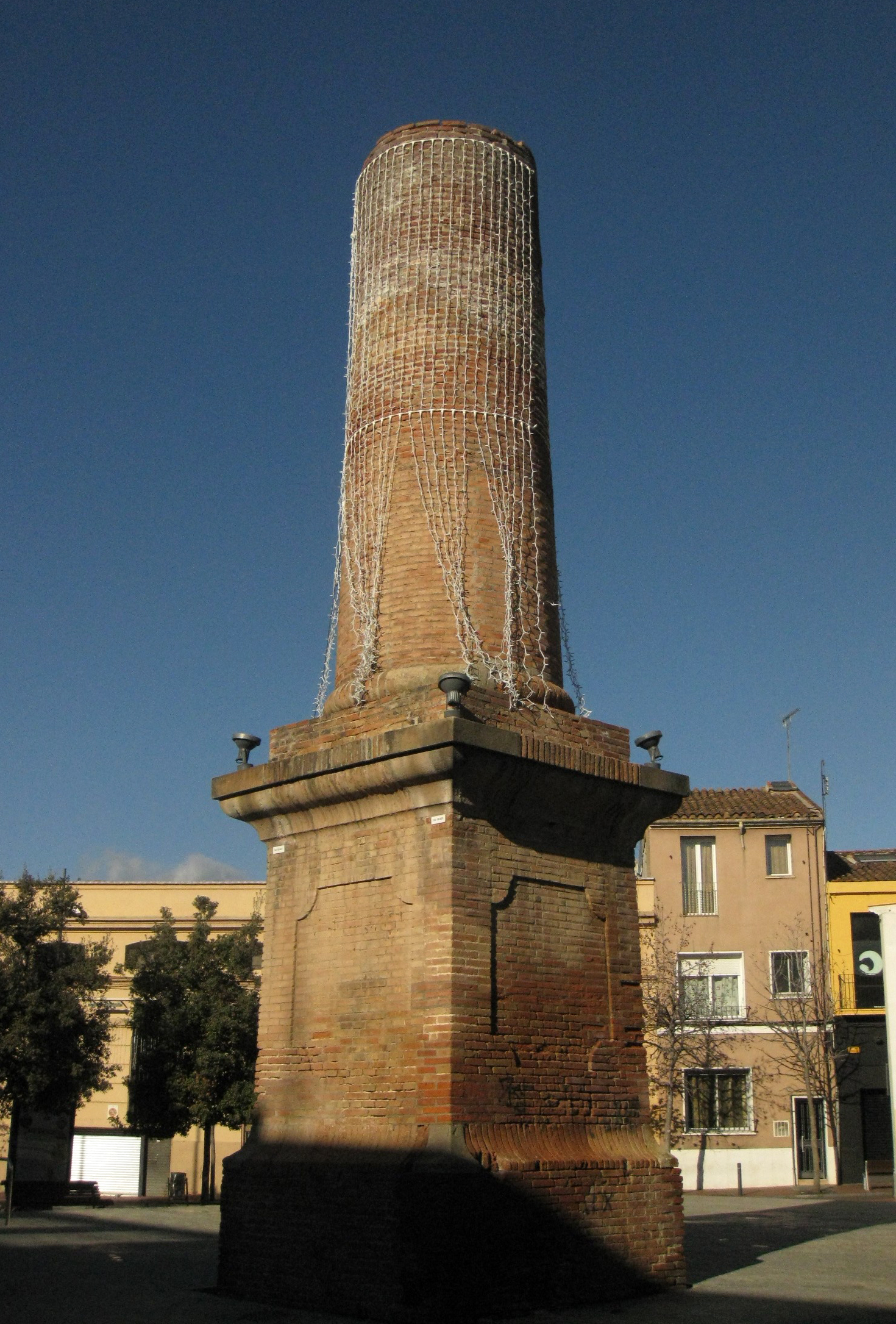
Xemeneia de ca l'Izard

A l'espai que ocupava l'antic vapor, el 1993 s'hi va arranjar la plaça dedicada al titellaire terrassenc Ezequiel Vigués, conegut amb el sobrenom de Didó. Només se'n van conservar la quadra dels tints, ara Sala Muncunill, que tanca la plaça per dalt, i l'antiga xemeneia, que era anterior a l'edifici modernista de Lluís Muncunill; de fet, fou construïda l'any 1900, quan l'originari Vapor Amat l'ocupava en règim de lloguer la fàbrica Sala Hermanos, que més endavant fou substituïda per la Manufactura Tèxtil, coneguda popularment com a Ca l'Izard. La xemeneia, al bell mig de la plaça, és de base quadrada i fust troncocònic, de 10 metres d'alçada; l'any 1987 fou retallada. Com a curiositat, cal fer notar la senyalització metàl·lica al paviment de la plaça Didó, que indica la silueta de l'ombra que fa la xemeneia a les nou del matí del solstici d'estiu.